# Marco Antonio Gozzadini
Marco Antonio kardinal Gozzadini, italijanski rimskokatoliški duhovnik, škof in kardinal, * 1574, Bologna, † 1. september 1623.

## Življenjepis
21. julija 1621 je bil povzdignjen v kardinala.
25. oktobra 1621 je bil imenovan za škofa Tivolija in 7. junija 1623 za škofa Faenze.